# ハングル点字
ハングル点字（ハングルてんじ、朝: 한글 점자 , 英: Korean Braille）は、朝鮮語のハングルを点字で表現するために開発された文字体系である。多くの言語の点字とは異なり、一つの点字に一つの文字を対応させる方式は使用しない。その代わり、ハングルの初声、中声、終声にそれぞれ一つの点字を対応させる方式を採っている。

## 記号

### 子音
| 子音 | ㄱ | ㄴ | ㄷ | ㄹ | ㅁ | ㅂ | ㅅ | ㅈ | ㅊ | ㅋ | ㅌ | ㅍ | ㅎ | ㅇ |
| 初声 |    |    |    |    |    |    |    |    |    |    |    |    |    |    |
| 終声 |    |    |    |    |    |    |    |    |    |    |    |    |    |    |

子音は初声と終声の表記が違うが、類似性がある。終声の表記は初声を下側にひとつずらしたり、左右をひっくりかえしたりものである。
子音点字は3列を使用することはない。
濃音は濃音符号「⠠」を前置することで表す。

### 母音
| 母音 | ㅏ | ㅑ | ㅓ | ㅕ | ㅗ | ㅛ | ㅜ | ㅠ | ㅡ | ㅣ | ㅐ | ㅔ |
|      |    |    |    |    |    |    |    |    |    |    |    |    |

| 母音 | ㅒ | ㅖ | ㅘ | ㅙ | ㅚ | ㅝ | ㅞ | ㅟ | ㅢ |
|      |    |    |    |    |    |    |    |    |    |

母音記号はすべて上下の列を使用する。ㅏとㅓ、ㅗとㅜのような陰陽の関係は上下反転で、ㅏ とㅑ、ㅜと ㅠ のような/y/音は左右反転で表す規則性が見られる。